# Ophthalmoptera picea
Ophthalmoptera picea är en tvåvingeart som först beskrevs av Friedrich Georg Hendel 1914.  Ophthalmoptera picea ingår i släktet Ophthalmoptera och familjen fläckflugor.
Artens utbredningsområde är Bolivia. Inga underarter finns listade i Catalogue of Life.